# فيكي سو روبنسون
فيكي سو روبنسون (بالإنجليزية: Vicki Sue Robinson)‏ هي مغنية أمريكية، ولدت في 31 مايو 1954 في هارلم في الولايات المتحدة، وتوفيت في 27 أبريل 2000 في ويلتون ‏ في الولايات المتحدة بسبب سرطان.

## وصلات خارجية
- فيكي سو روبنسون على موقع IMDb (الإنجليزية)
- فيكي سو روبنسون على موقع ميوزك برينز (الإنجليزية)
- فيكي سو روبنسون على موقع قاعدة بيانات برودواي على الإنترنت (الإنجليزية)
- فيكي سو روبنسون على موقع أول ميوزيك (الإنجليزية)
- فيكي سو روبنسون على موقع ديسكوغز (الإنجليزية)
- فيكي سو روبنسون على موقع قاعدة بيانات الفيلم (الإنجليزية)